# Lockheed EC-130V
Lockheed EC-130V — самолёт ДРЛО, построенный по заказу Береговой охраны США для борьбы с наркотраффиком. Также был задействован для поисково-спасательных работ, охраны морских ресурсов и в обеспечении программы Спейс шаттл.

## История
Первый проект самолёта ДРЛО на базе военно-транспортного C-130 компания «Lockheed» в инициативном порядке предложила в 1981 году. Новая разработка получила название EC-130 ARE (Airborne Radar Extension) и была призвана заполнить нишу между выпускавшимися на то время в США E-2 Hawkeye и E-3 Sentry. При проектировании рассматривалось несколько вариантов размещения антенны РЛС, в том числе такие как размещение антенны в обтекателе на вертикальном хвостовом оперении (как несколькими годами позже было реализовано в СССР на Ан-71) или разнесённые антенны в хвостовой и носовой частях по типу Nimrod AEW3.
В 1991 году машиной заинтересовалась Береговая охрана США, которой, в связи с малым радиусом действия самолётов ДРЛО E-2 Hawkeye, требовался радиолокационный комплекс с более продолжительным временем патрулирования. Для этого был переоборудован один из самолётов HC-130H (модификация C-130 с увеличенным радиусом полёта). Машина получила обозначение EC-130V. На самолёт установили РЛС APS-125 с локатором в обтекателе над хвостовой частью фюзеляжа. Первый полёт состоялся 31 июля 1991 года.
В 1993 году из-за сокращения бюджета Береговой охраны EC-130V был передан в ВМС США, где был модифицирован и получил обозначение NC-130H. В 1995—1999 годах на авиабазе Эдвардс использовался как летающая лаборатория для испытания перспективного оборудования.
В настоящее время ведутся работы над новым поколением самолёта ДРЛО на базе удлинённой модификации C-130J-30 Hercules II.

## Модификации

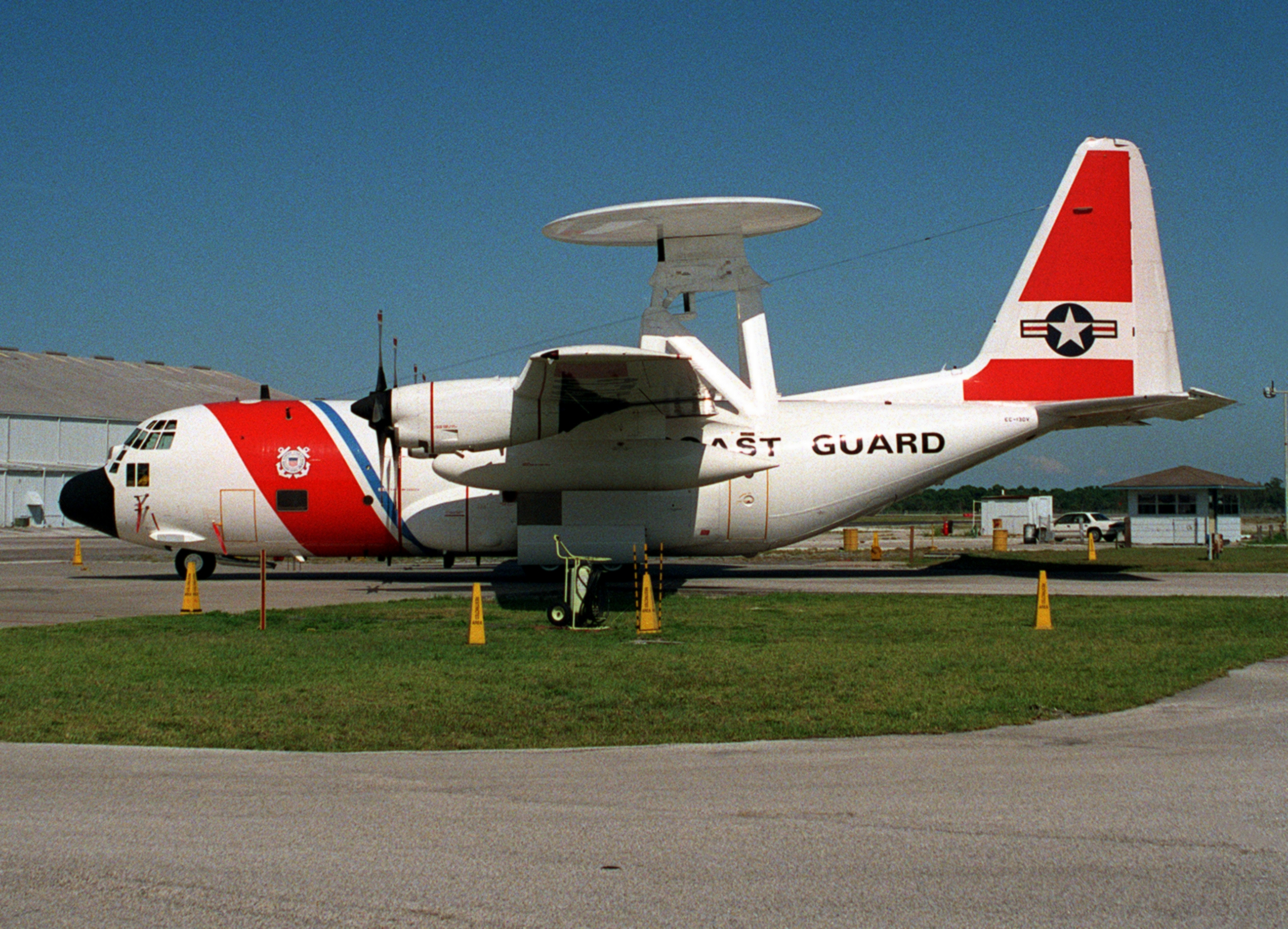
EC-130V Береговой охраны США

Lockheed C-130 в модификации самолёта ДРЛО.
- EC-130V — самолёт ДРЛО Береговой охраны США с РЛС APS-125.
- NC-130H — переоборудованный в летающую лабораторию ЕС-130V для испытания РЛС APS-145, предназначенную для нового поколения самолёта ДРЛО Grumman E-2 Hawkeye[3].
- C-130J-30 AEW&C — проект самолёта ДРЛО на базе удлинённого C-130J Hercules II, разрабатываемый Lockheed Martin совместно с Northrop Grumman и австралийской Transfield Defence Systems для экспорта в третьи страны[4].

## Характеристики
Для модификации C-130J-30 AEW&C
- Максимальный взлётный вес: ~70,3 т
- Рабочий потолок: ~8,8 км
- Продолжительность полёта: 11,5 ч
- Длина ВПП: не менее 850 м